# Râul Leasa
Râul Leasa este un curs de apă, afluent al râului Crișul Alb. 

## Hărți
- Harta interactivă județul Arad
- Harta munții Apuseni